# Conséquences de la pandémie de Covid-19 sur le cinéma
Pour un article plus général, voir Conséquences de la pandémie de Covid-19.

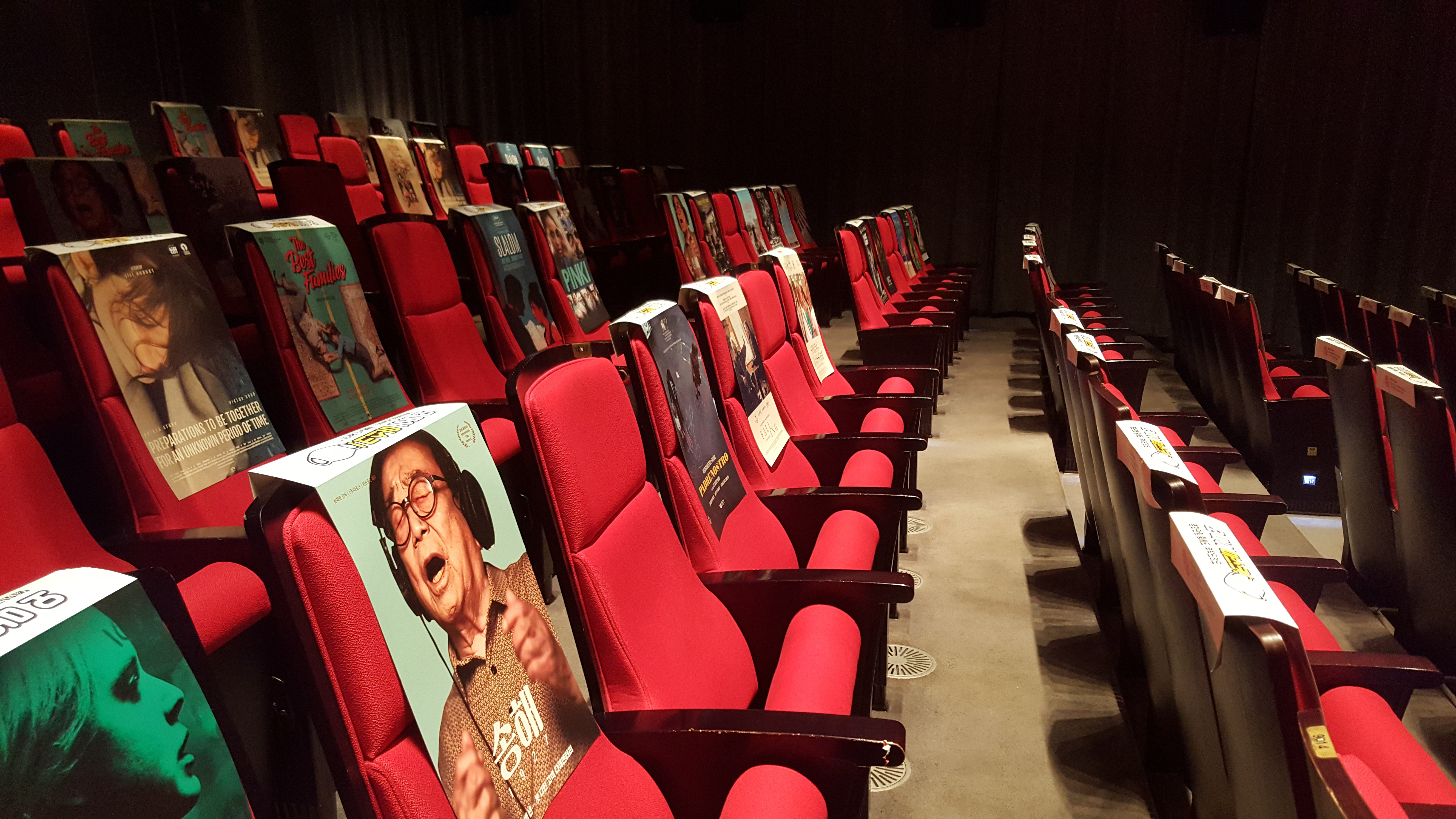
Des affiches de films remplacent les spectateurs lors du Festival international du film de Busan en 2020.

La pandémie de Covid-19 a eu un impact substantiel sur l'industrie cinématographique en 2020, reflétant ses impacts dans tous les secteurs artistiques. Partout dans le monde et à des degrés divers, les salles de cinéma ont été fermées, les festivals ont été annulés ou reportés et les sorties de films ont été reportées à des dates futures ou retardées indéfiniment. En raison de la fermeture des cinémas, le box-office mondial a chuté de milliards de dollars et le streaming est devenu plus populaire, tandis que le stock des salles de cinéma a également chuté de manière spectaculaire. Les sorties en salles de nombreux blockbusters initialement prévues entre mars et novembre 2020 ont été reportées ou annulées dans le monde entier, les productions cinématographiques étant également interrompues.
The Eight Hundred, le film ayant rapporté le plus d'argent en 2020, a rapporté 468 millions de dollars dans le monde. C'est la première fois depuis 2007 que le film le plus rémunérateur d'une année donnée rapporte moins d'un milliard de dollars.